# Arpoador

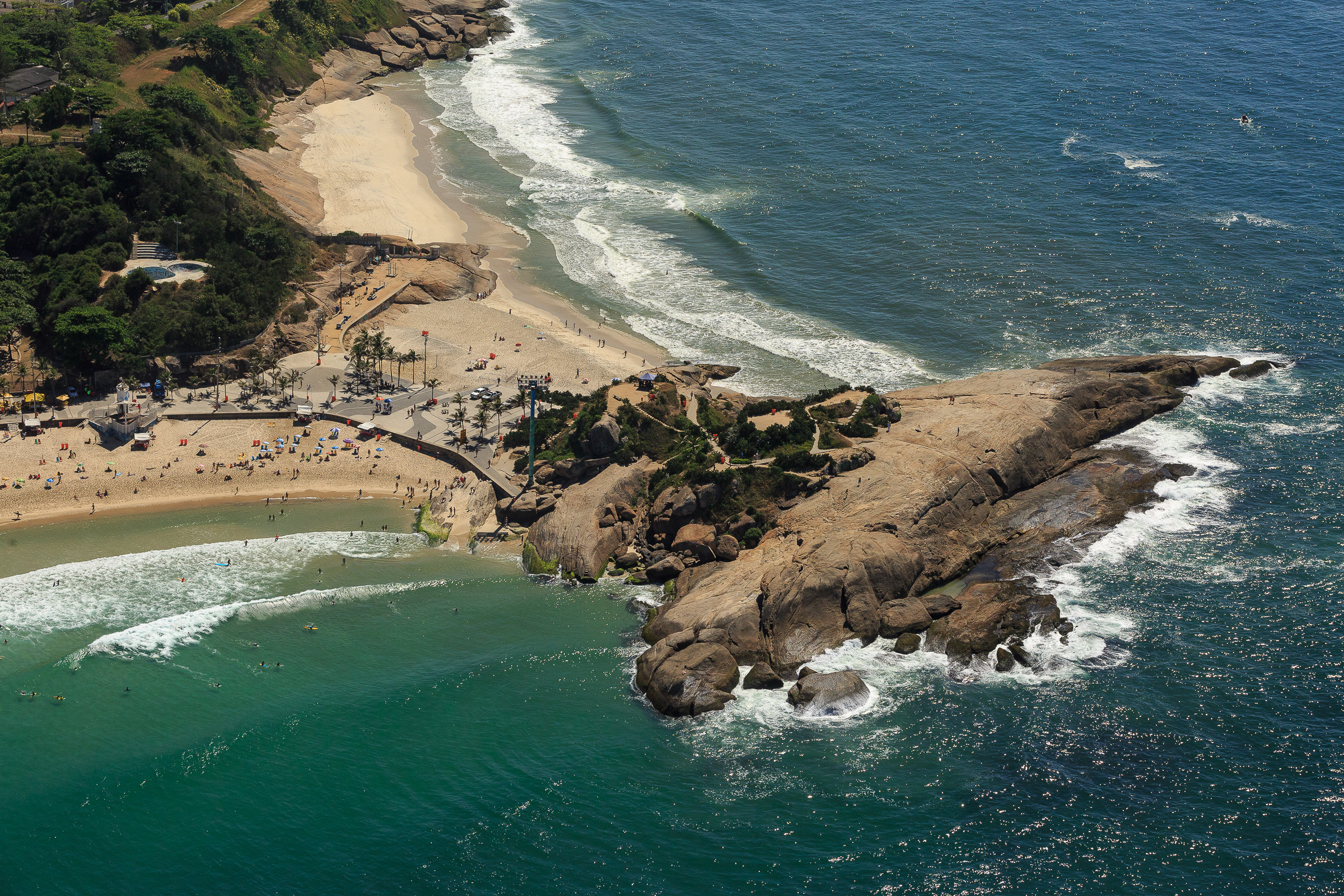
Arpoador.

Arpoador (letterlijk: Harpoenwerper, omdat in het verleden walvissen zich op het strand "geharpoeneerd" hebben) is een strand en een rots in de Braziliaanse stad Rio de Janeiro. Arpoador bevindt tussen Ipanema en Copacabana.
Het kleine strandje wordt veel gebruikt door surfers.